# Skatebård
Skatebård, pseudonimo di Bård Aasen Lødemel (Harstad, 14 marzo 1976), è un disc jockey e produttore discografico norvegese.
Appartiene ai Side Brok, gruppo rap norvegese.
Ha debuttato nel 2002 con l'album Skateboarding Was A Crime. Ha vinto il Grammy Award nel 2008 col suo album Cosmos.  Inoltre ha fondato il Digitalo Enterprises.